# Chlamisus rousei
Chlamisus rousei es un insecto coleóptero de la familia Chrysomelidae.
Fue descrita científicamente en 1993 por Medvedev.